# 差分パルス符号変調
差分パルス符号変調（さぶんパルスふごうへんちょう、英: differential pulse-code modulation、DPCM）あるいは差分PCM（英: differential PCM）とは信号間の差分を PCM で符号化する方式である。単純な処理で情報の圧縮ができるため、差分PCMの応用である ADPCM と共に音声符号化や画像符号化の分野で古くから使われている。

## 概要
音声や画像などの隣り合ったサンプル間には相関があるため、隣り合ったサンプル値を予測値として使用することができる。サンプル値自身の値と比較すると予測値と実際の値の差は通常小さくなるため、差分のみを符号化すれば少ないビット数で表現でき情報の圧縮を行うことができる。
差分PCM はベル研究所のカトラー（Cassius C. Cutler）が発明し、1950年に特許を出願した。

## 詳細
差分PCM の入力はアナログ、デジタルのいずれでもよい。時間的に連続したアナログ信号の場合は最初に標本化が行われ離散的な信号に変換される。その後の処理は以下の2つの方法が考えられる。
1. 連続する標本値の差をとった後に量子化を行う。
2. 連続する標本値の差の代わりに、過去の符号化データからデコードした値と標本値との差の量子化を行う。

最初の方法は量子化の際の誤差が蓄積されていく問題があり、差分PCMでは2番目の方法が使用される。デコードは受信した値を単純に加算していくことで行う。
以下にアナログ信号を入力とする標準的な差分PCMの構成を示す。x[n] は標本化された入力信号、eQ[n] は量子化済みの差分PCM信号である。 Z-1 は単位時間分の遅延、Q は量子化を表す。
この図においてエンコーダーの下半分が過去の符号化データのデコーダーにあたり、入力信号 x[n] と過去のデータからのデコード値 xD[n-1] との差が量子化される。量子化の際に発生した誤差はその後の符号化で打ち消されるため誤差の蓄積はない。
量子化されたエンコーダーからの出力は、そのまま符号として使われたり、差分PCM出力が 0 付近の狭い範囲に集中するのを利用しさらにエントロピー符号化を行いより圧縮率を上げたりする。

## 応用
音声符号化の分野では、差分PCM を応用した ADPCM（適応差分PCM）がよく使われており、ITU-T G.721 や G.726 として規格化されている。画像の分野では差分PCM を一般化した予測符号化がJPEGの追加規格などで使用されている。また、差分PCM を単純化したものとしてデルタ変調がある。

### ADPCM
ADPCM（adaptive differential pulse code modulation、適応差分PCM）は差分PCMを応用したもので、量子化での量子化幅を適応的に変化させるものである。差分が大きくなっていく場合は量子化幅を広げ、差分が小さくなっていく場合は量子化幅を狭めることで、より広い範囲の差分を少ないビット数で効率よく表現できる。
ADPCM も差分PCMと同時期にベル研究所のカトラー（Cassius C. Cutler）が発明し、同じ1950年に特許を出願した。

### 予測符号化
差分PCM の構成図での「Z-1」は1つ前のサンプル値を現在の信号の予測値として出力する「予測器」の機能を持つ。これを一般的な予測器に置き換えたものが予測符号化（predictive coding）である。何らかのアルゴリズムで過去のサンプル値から現在の値を予測し、実際の値との差分のみを符号化する。予測値の計算方法としては、関係する複数のサンプル値に何らかの係数を掛けて足し合わせたものを予測値とする線形予測がよく用いられる。
例えば、静止画での特定の画素の明るさは直上や直前の隣接する画素の明るさと高い相関があり、その平均値などで予測することができる。動画の場合であれば、前後のフレームの同じ位置の画素やそれに隣接する画素から予測値を求めることができる。
JPEGの追加規格である JPEG-Spatial 方式や Lossless JPEG 方式では、予測符号化とエントロピー符号化とを組み合わせ情報の圧縮を行っている。

### デルタ変調
デルタ変調（delta modulation）は差分PCMの1ビット版で、1つ前のサンプル値に対するサンプル値の大小を1ビットで符号化する。デルタ変調を応用したものとして、適応デルタ変調（adaptive delta modulation、ADM）、デルタ・シグマ（Δ-Σ）変調（delta-sigma modulation）などがある。他の方式と比べ単純なハードウェアで音声の圧縮符号化ができるため、デジタル回路が高価だった時代に考案された。この方式は大ヒットしたファミリーコンピュータの音源に採用されていたことでも有名。デルタ・シグマ変調はAD変換及びDA変換用LSIの技術として現在でも多用されている。